# Panonci
Panonci (Panoni, lat. Pannonii) su stanovnici antičke provincije Panonije, nastanjeni s obiju strana rijeke Save. Nije pouzdano utvrđeno je li riječ o jedinstvenom narodu, po nekima ilirskom, ili je to skupno ime za više različitih plemena (Amantini, Breuci, Oserijati, Kolapijani, Jasi) naseljenih u Panoniji. Neki arheolozi drže da su Panonci jedinstven narod i da su potomci nositelja kasnobrončanodobne kulture polja sa žarama. Između Save i Drave živjeli su Amantini, uz sam donji tok Save Breuci, dalje uz Savu prema zapadu Oserijati, Kolapijani kojih ime ima veze s imenom rijeke Colapis, današnje Kupe, oko koje su imali svoja sjedišta. Pleme Jasi prostiralo se na području između Save i Drave, po prilici na potezu od Varaždina do Daruvara.

## Kultura
Sjeverozapadna Hrvatska i srednja Slavonija pripadaju istočnomu halštatskom krugu (Martijanec, Jalžabet, Turčišće–Dvorišće u Međimurju te Kaptol u Slavoniji). Materijalna kultura željeznoga doba u sjevernoj Hrvatskoj uglavnom je poznata iz grobova – osobitost je pokapanje istaknutih članova zajednice pod velikim grobnim humcima, tj. tumulima – dok se ona jadranske obale, zaleđa i Like nalazi i u utvrđenim naseljima na uzvisinama, tzv. gradinama. U istočnoj Slavoniji i Baranji prepleću se utjecaji iz jugoistočnoga alpskog i srednjega balkanskog prostora (daljska kultura), a kulturne skupine srednje Slavonije, Podravine i Međimurja (skupina Martijanec-Kaptol) čvrsto su povezane s halštatskim kulturama Austrije, zapadne Mađarske i jugozapadne Slovačke, ali nisu zanemarivi ni utjecaji središnjega balkanskog prostora, a preko njega i grčke kulture (kacige i knemide iz groba u Kaptolu).
Daljska kultura je prapovijesna kultura raširena u Baranji, istočnoj Slavoniji, zapadnom Srijemu i južnoj Bačkoj. Glavna su nalazišta: Dalj, Batina, Erdut, Vukovar, Šarengrad. Izdvojene su dvije faze: starija (X. do VIII. st. pr. Kr.), koja pripada kasnobrončanodobnoj kulturi polja sa žarama, te mlađa (VIII. do III. st. pr. Kr.) koju obilježava transformacija u željeznodobnu kulturu. Tradicija kulture polja sa žarama očuvala se u paljevinskom načinu pokapanja, u oblicima trbušastih keramičkih žara cilindrična vrata i razgrnuta oboda, ukrašenih kaneliranjem, te u zdjelama uvučena kaneliranog oboda. Željeznodobnu kulturu karakteriziraju keramičke posude askosi s ručkom u obliku rogate životinjske glave, posude s dvjema visokim ručkama (tzv. kantaros) te brončani, srebrni i zlatni nakit sa stilskim obilježjima balkanske ilirske i grčke kulture. Skupina Martijanec-Kaptol, koja je graničila sa skupinom Dalj, obuhvaćala je prostor sjeverozapadne Hrvatske te je kao nasljednica kasnobrončane kulture polja sa žarama nastavila tradiciju spaljivanja pokojnika, što se odrazilo i na izradi žara ili urni u kojima su ostaci pokapani (iznimni primjerici ukrašeni životinjskim ručkama i urezanom dekoracijom). Žumberačka kulturna skupina nazvana Budinjak, po jednom od lokaliteta, poznata je po dobro istraženim bogato opremljenim grobovima ratnika, a o tome svjedoče izloženi ostaci kaciga, mačeva i ostale ratničke opreme.

## Poveznice
- Saima Lojić, Ilirski narodi sa prostora Panonije[neaktivna poveznica] (seminarski rad), Odsjek za historiju Filozofskog fakulteta Univerziteta u Sarajevu, Sarajevo, 2014.